# Gutemberg Cruz
Gutemberg Cruz Andrade (Salvador, 3 de abril de 1954) é um jornalista brasileiro e pesquisador de humor gráfico e quadrinhos. Entre julho de 1970 e julho de 1973, publicou o fanzine "Na Era dos Quadrinhos".
Participou do suplemento de humor e quadrinhos "A Coisa", do jornal Tribuna da Bahia, criado em 1975. Autor de diversos livros teóricos, destacam-se "Humor gráfico na Bahia - o traço dos mestres" (ganhador do 8º Troféu HQ Mix na categoria "livro de cartuns") e "Feras do humor baiano" (ganhador do 10º Troféu HQ Mix na categoria "livro teórico"). Em agosto de 2022, lançou o livro Grande Dicionário do Quadrinho Brasileiro pela Editora Noir.